# Lúcio Papírio Cursor (cônsul em 293 a.C.)
Lúcio Papírio Cursor (em latim: Lucius Papirius Cursor) foi um político da gente Papíria da República Romana, eleito cônsul por duas vezes, em 293 e 272 a.C., com Espúrio Carvílio Máximo nas duas vezes. Era filho de Lúcio Papírio Cursor, cinco vezes cônsul, e irmão de Lúcio Papírio Cursor, censor em 272 a.C..

## Primeiro consulado (293 a.C.)
Foi eleito cônsul com Espúrio Carvílio Máximo em 293 a.C. Os dois invadiram Sâmnio, onde Papírio tomou Durônia. Em seguida, montou seu acampamento em frente do exército samnita, perto de Aquilônia, a alguma distância do acampamento de Carvílio. Passaram-se vários dias até que Papírio decidisse atacar o inimigo e um acordo entre os dois cônsules definiu que Carvílio atacaria Comínio que Papírio atacaria os samnitas na Batalha de Aquilônia para evitar que estes conseguissem qualquer tipo de ajuda da cidade. Papírio conseguiu, desta forma, uma brilhante vitória, graças principalmente a sua cavalaria, que forçou os samnitas a abandonarem seu acampamento. 
| “ | A alegria de cada um dos dois exércitos romanos aumentou por causa do sucesso do outro. Depois de consultarem entre si, os cônsules permitiram que as duas cidades fossem saqueadas pelos soldados, incendiando-as assim que estivessem vazias. Aquilônia e Comínio foram destruídas pelo fogo no mesmo dia e os cônsules reuniram os dois acampamentos compartilhando o entusiasmo e as congratulações das legiões e seus comandantes. | ” |
|   | — Lívio, Ab Urbe condita X, 44.. |   |

Apesar disso, a luta contra os romanos continuou e Carvílio foi atacado perto de Herculano, mas sem consequências, pois os romanos, logo em seguida, recuperaram a vantagem. Depois de Aquilônia, Papírio cercou e conquistou a cidade samnita de Sepino. De volta a Roma, Lúcio Papírio celebrou um magnífico triunfo pela vitória contra os samnitas. Porém, as tropas ficaram insatisfeitas, pois esta magnificência deve-se ao fato de ele não ter distribuído quase nada entre as tropas, ao contrário de Carvílio.
Logo depois, dedicou o Templo de Quirino, que seu pai havia jurado, e o decorou com um "solarium lioroloyium", um relógio de sol, o primeiro exposto publicamente em Roma.

## Segundo consulado (272 a.C.)
Foi eleito cônsul novamente em 272 a.C., novamente com Espúrio Carvílio Máximo. Por causa de suas façanhas em seu primeiro consulado (293 a.C.), eram considerados os únicos homens capazes de encerrar definitivamente a desgastante luta contra os samnitas. E, efetivamente, samnitas, lucanos, brútios se viram obrigados a se submeter a Roma. Mas não sobreviveram relatos sobre como estes povos foram subjugados. Ao regressar a Roma, Papírio celebrou um novo triunfo e, depois deste evento, não há mais notícias sobre ele. Cercou Tarento, que se rendeu aos romanos.